# هونگ‌شان ۷۹۳۱۶
سیارک ۷۹۳۱۶ (به انگلیسی: 79316 Huangshan، نامگذاری:1996HS7) هفتاد و نه هزار و سیصد و شانزدهمین سیارک کشف شده‌است که در ۱۸ آوریل ۱۹۹۶ کشف شد.